# Цоппола
Цоппола (італ. Zoppola, вен. Zopoła) — муніципалітет в Італії, у регіоні Фріулі-Венеція-Джулія,  провінція Порденоне.
Цоппола розташована на відстані близько 460 км на північ від Рима, 90 км на північний захід від Трієста, 7 км на схід від Порденоне.
Населення — 8604 особи (2014).
Щорічний фестиваль відбувається 11 листопада. Покровитель — святий Мартин.

## Демографія
Населення за роками:

Станом на 1 січня 2023 року в муніципалітеті офіційно проживало 726 іноземців з 54 країн, серед них 211 громадян країн Євросоюзу та 34 громадяни України.

## Сусідні муніципалітети
- Вальвазоне-Арцене
- Казарса-делла-Деліція
- Корденонс
- Фьюме-Венето
- Порденоне
- Сан-Джорджо-делла-Рикінвельда